# Henri Fantin-Latour
Henri Fantin-Latour (n. 25 ianuarie 1836, Grenoble, Franța – d. 25 august 1904, Buré, Basse-Normandie, Franța) a fost un pictor și litograf francez, mai bine cunoscut pentru picturile sale cu flori și portretele de grup ale artiștilor și scriitorilor parizieni.

## Biografie
S-a născut ca Ignace Henri Jean Théodore Fantin-Latour în Grenoble, Isère. În tinerețe, a primit lecții de desen de la tatăl său, care era artist. În 1850 a intrat la Ecole de Dessin, unde a studiat cu Lecoq de Boisbaudran⁠(d). După ce a studiat la École des Beaux-Arts din Paris din 1854, a dedicat mult timp copierii lucrărilor vechilor maeștri din Musée du Louvre. Deși Fantin-Latour s-a împrietenit cu câțiva dintre tinerii artiști care mai târziu vor fi asociați cu impresionismul, inclusiv Whistler și Manet, propria lucrare a lui Fantin a rămas conservatoare în stil.
Whistler a atras atenția asupra lui Fantin în Anglia, unde naturile lui statice s-au vândut atât de bine încât au fost „practic necunoscute în Franța în timpul vieții sale”. Pe lângă picturile sale realiste, Fantin-Latour a creat litografii imaginative inspirate din muzica unora dintre marii compozitori clasici. În 1876, Fantin-Latour a participat la o reprezentație a ciclului Ring la Bayreuth, pe care l-a găsit deosebit de emoționant. Mai târziu, a publicat litografii inspirate de Richard Wagner în La revue wagnérienne⁠(d), ceea ce a contribuit la consolidarea reputației sale în rândul avangardei pariziene ca pictor anti-naturalist.
În 1875, Henri Fantin-Latour s-a căsătorit cu o colegă pictoriță, Victoria Dubourg, după care și-a petrecut verile pe moșia familiei soției sale la Buré, Orne în Normandia Inferioară, unde a murit la 25 august 1904.
A fost înmormântat în Cimetière du Montparnasse, Paris, Franța.

## Moștenire
Marcel Proust menționează opera lui Fantin-Latour în În căutarea timpului pierdut :
— Mâinile multor tinere ar fi incapabile să facă ceea ce văd acolo, spuse Prințul, arătând spre acuarelele neterminate ale doamnei de Villeparisis. Și a întrebat-o dacă a văzut pictura cu flori de Fantin-Latour care fusese expusă recent. (Calea Guermantes)
Prima sa expoziție majoră de galerie din Marea Britanie din ultimii 40 de ani a avut loc la Muzeul Bowes în aprilie 2011. Musée du Luxembourg a prezentat o expoziție retrospectivă a lucrării sale în 2016–2017, intitulată „À fleur de peau”.
Pictura Un coș de trandafiri a fost folosită drept coperta albumului New Order Power, Corruption & Lies⁠(d) de Peter Saville în 1983.

## Galerie

Picturi cu flori
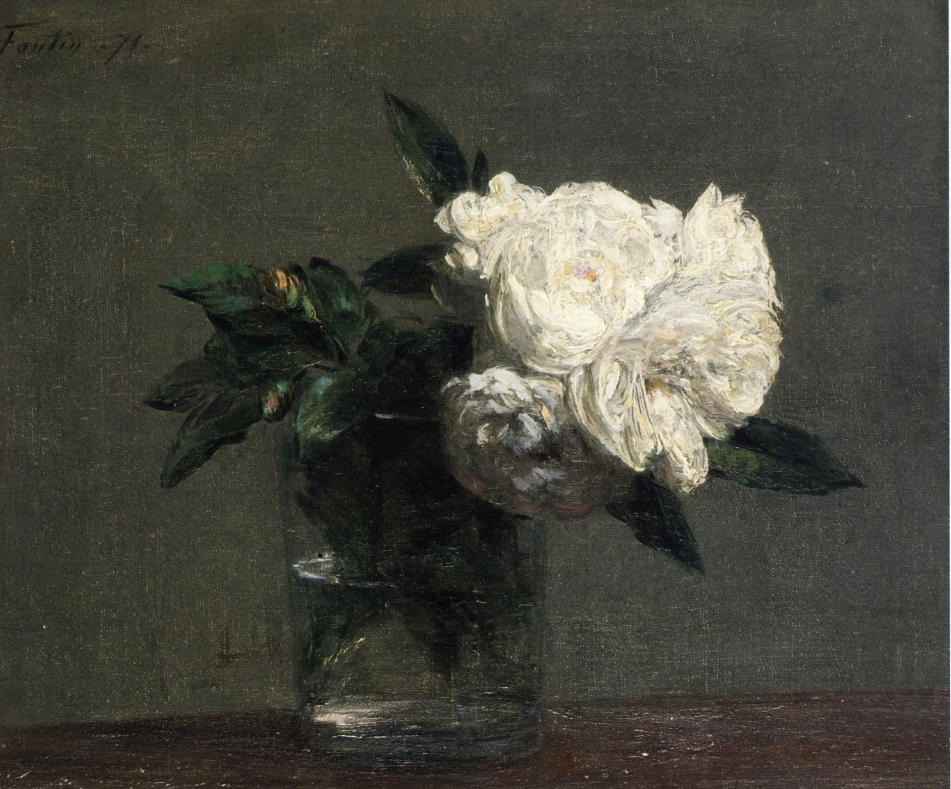
Trandafiri albi, 1871, ulei pe pânză, 21,6 × 22,5 cm
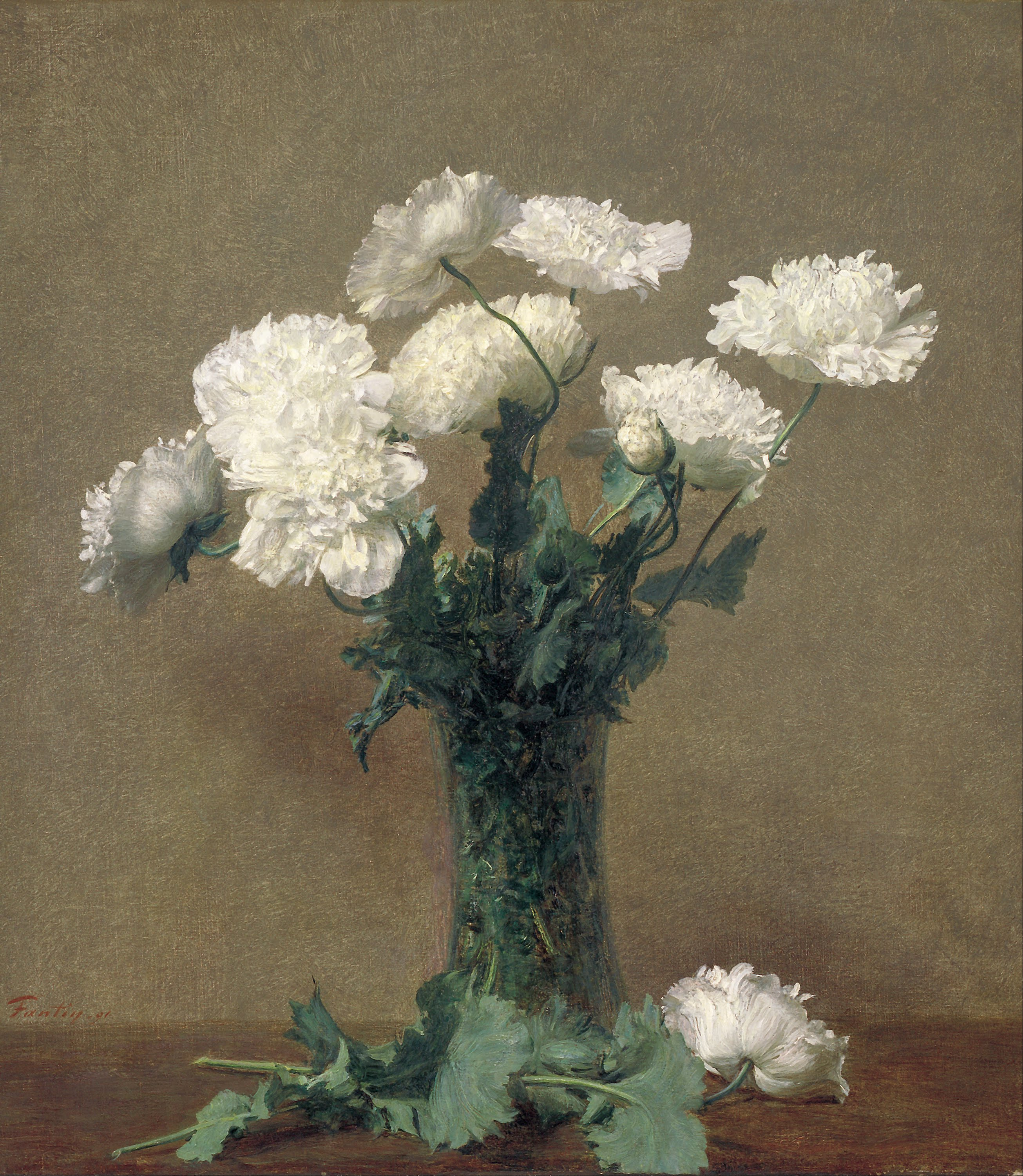
Bujori (1891)
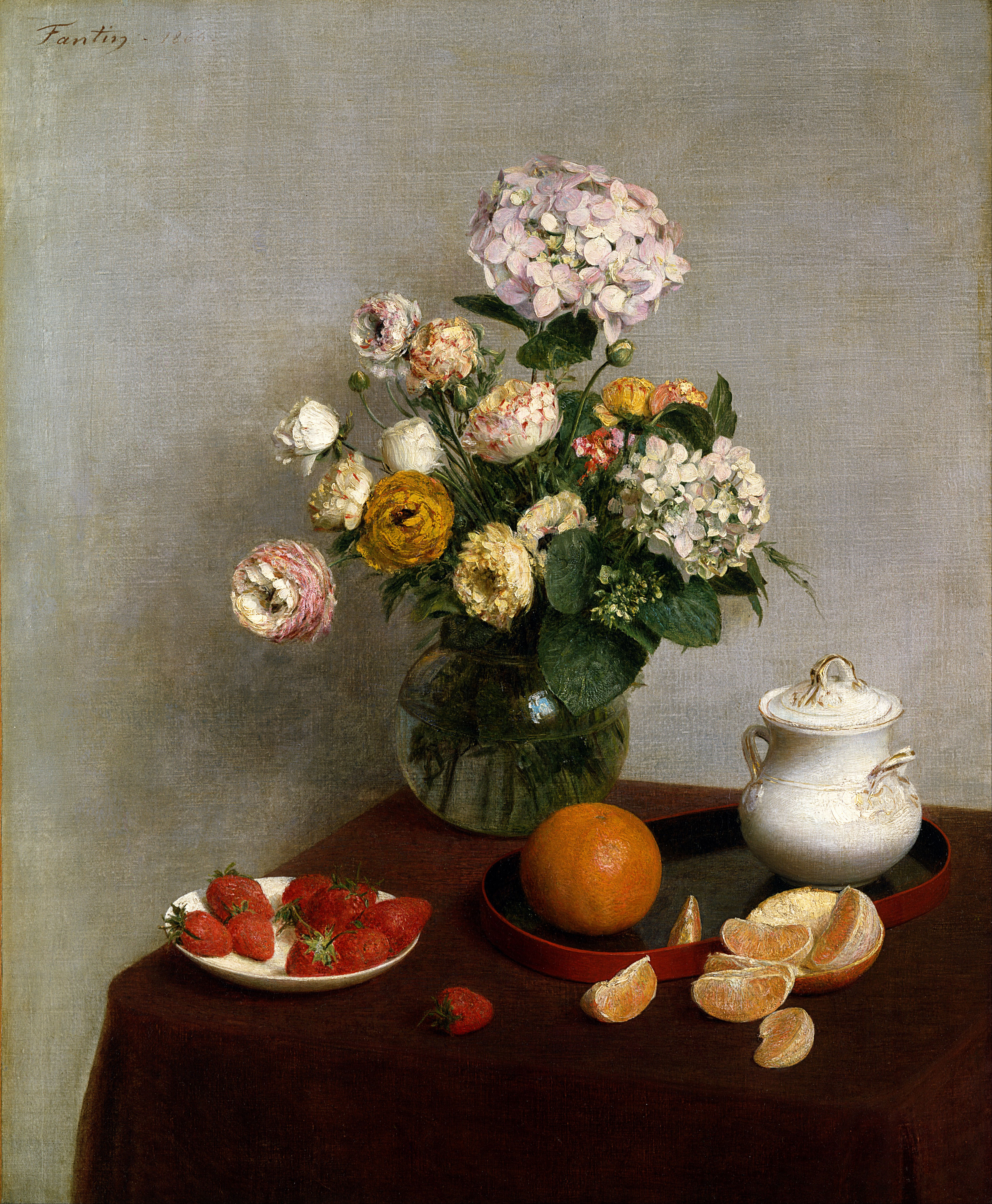
Flori și fructe (1866)
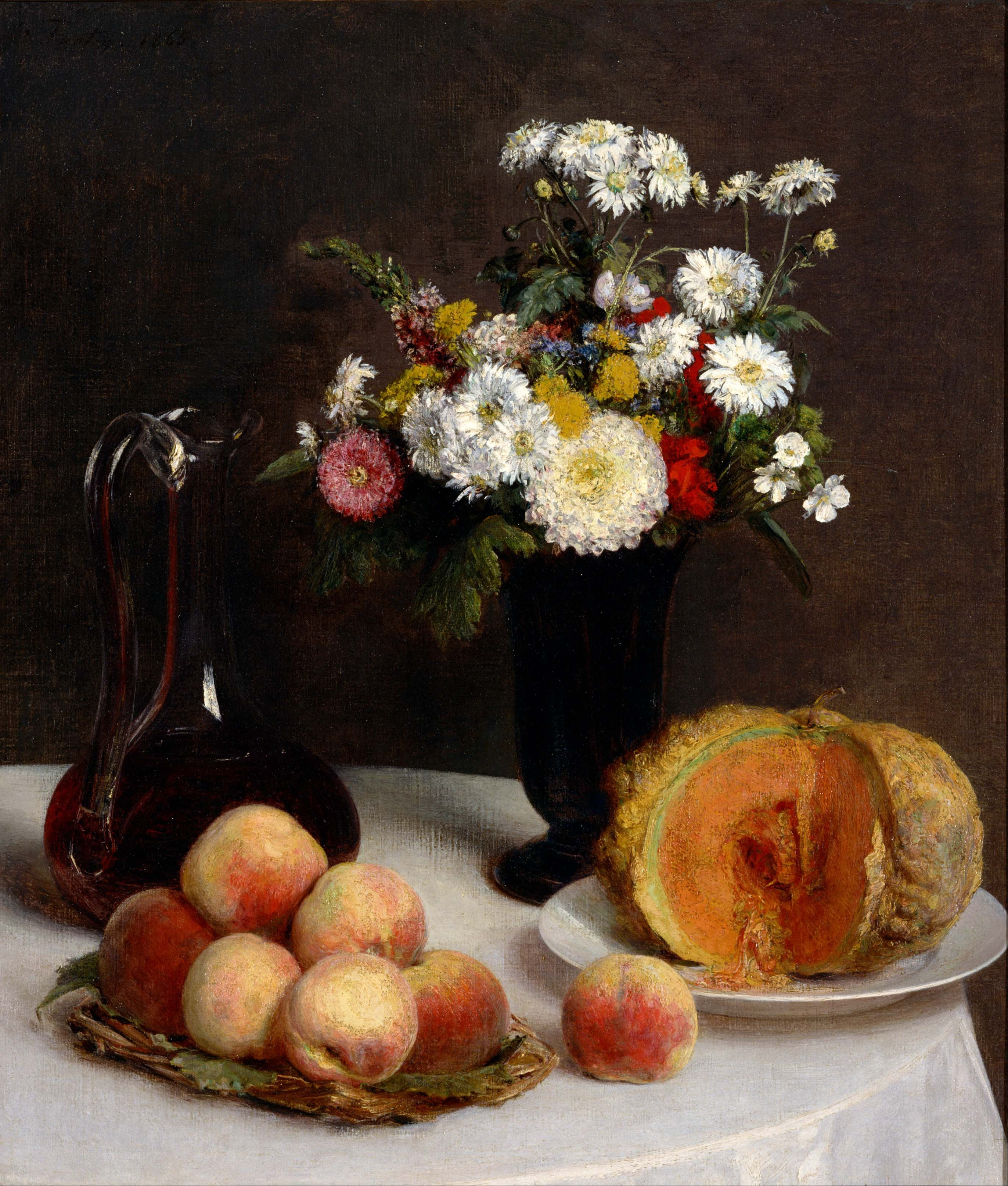
Natura statică cu carafă, flori și fructe (1865)
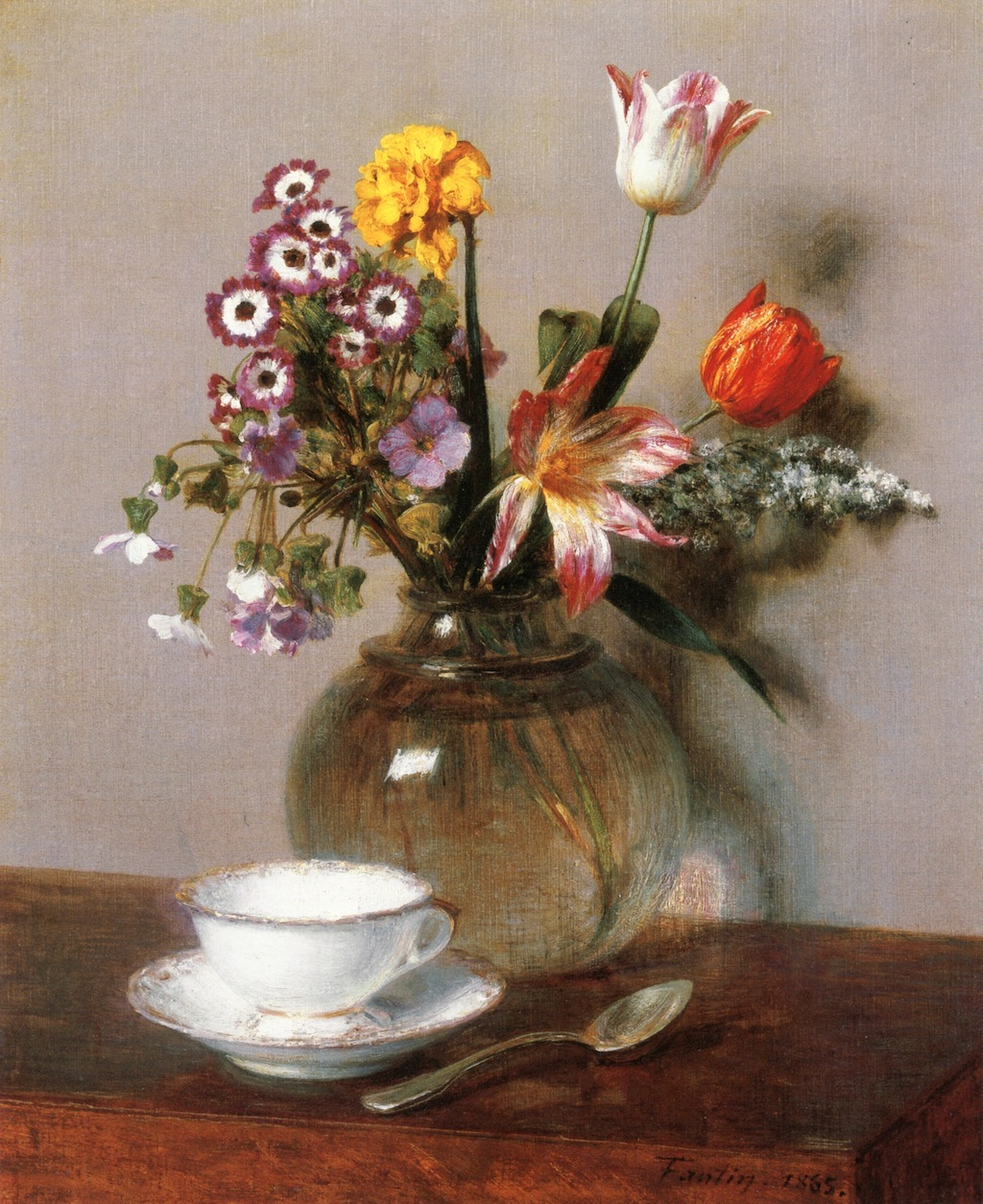
Natura statică cu flori și fructe (1865)
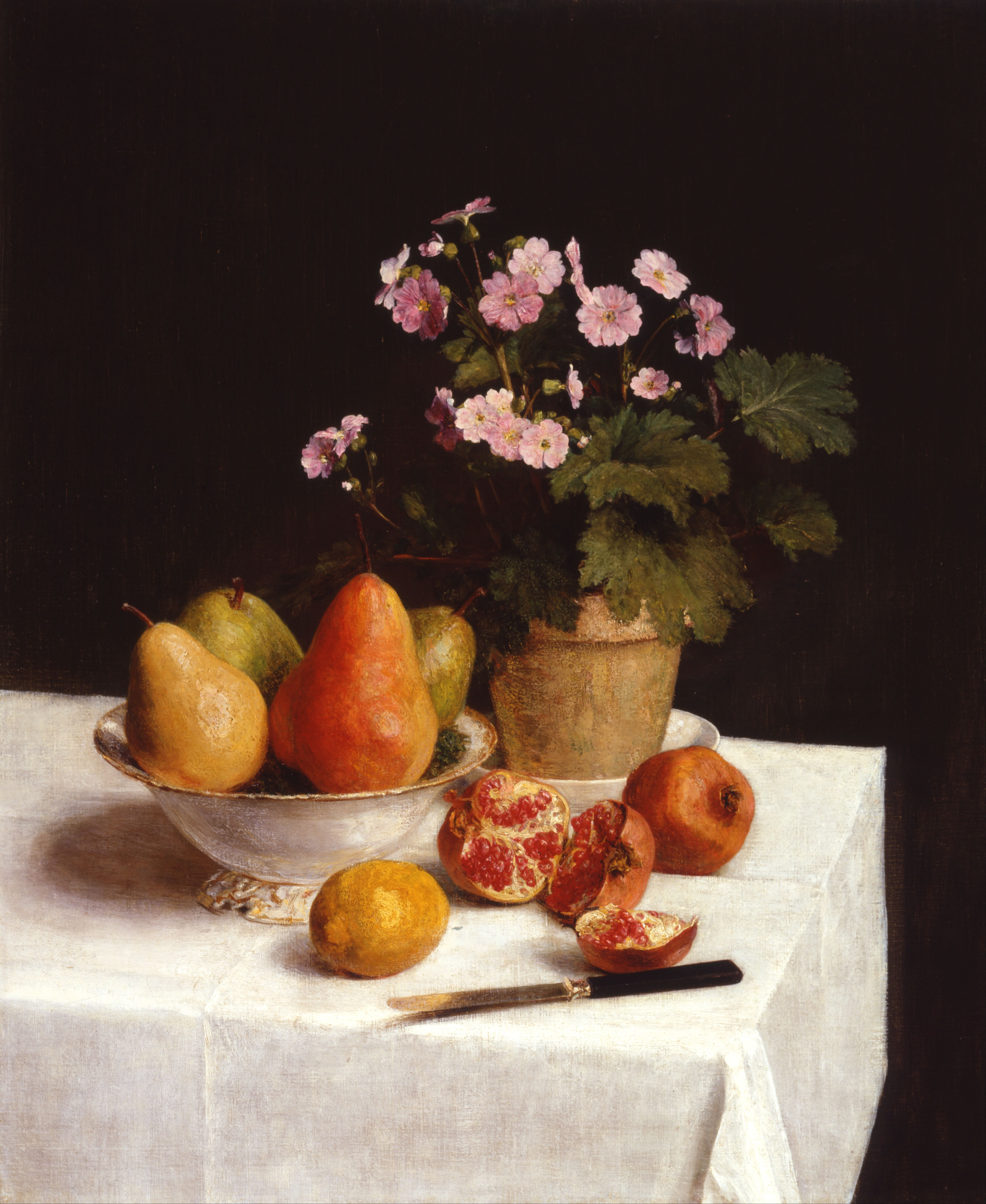
Natura statică, primule, pere și promenate (1873)
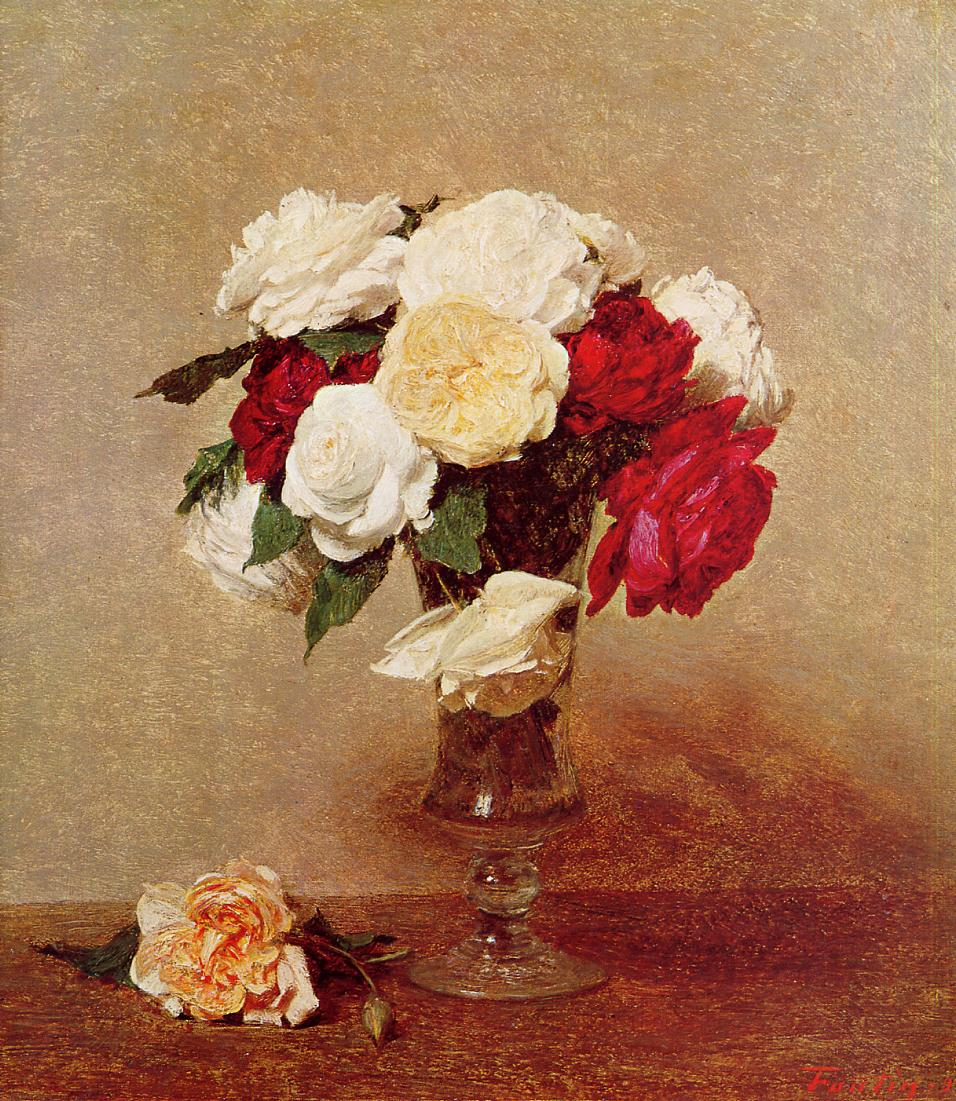
Vază cu trandafiri (1875)
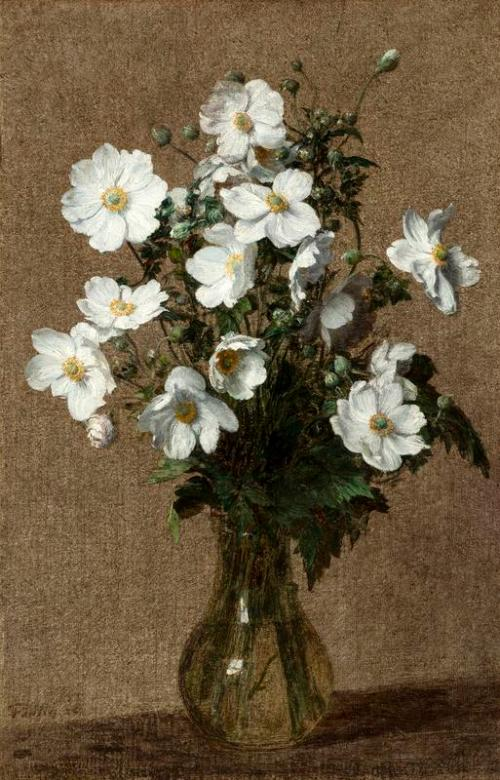
Anemone japoneze (1884)
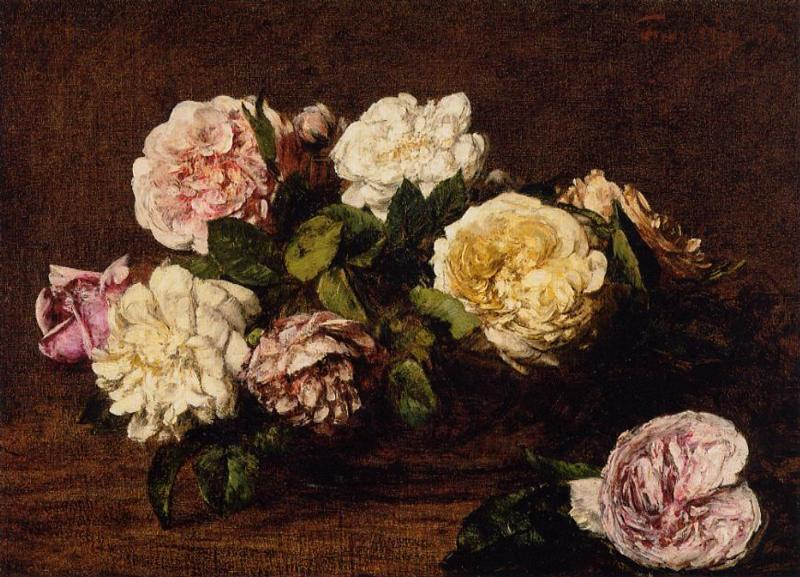
Trandafiri

Portrete și tablouri alegorice
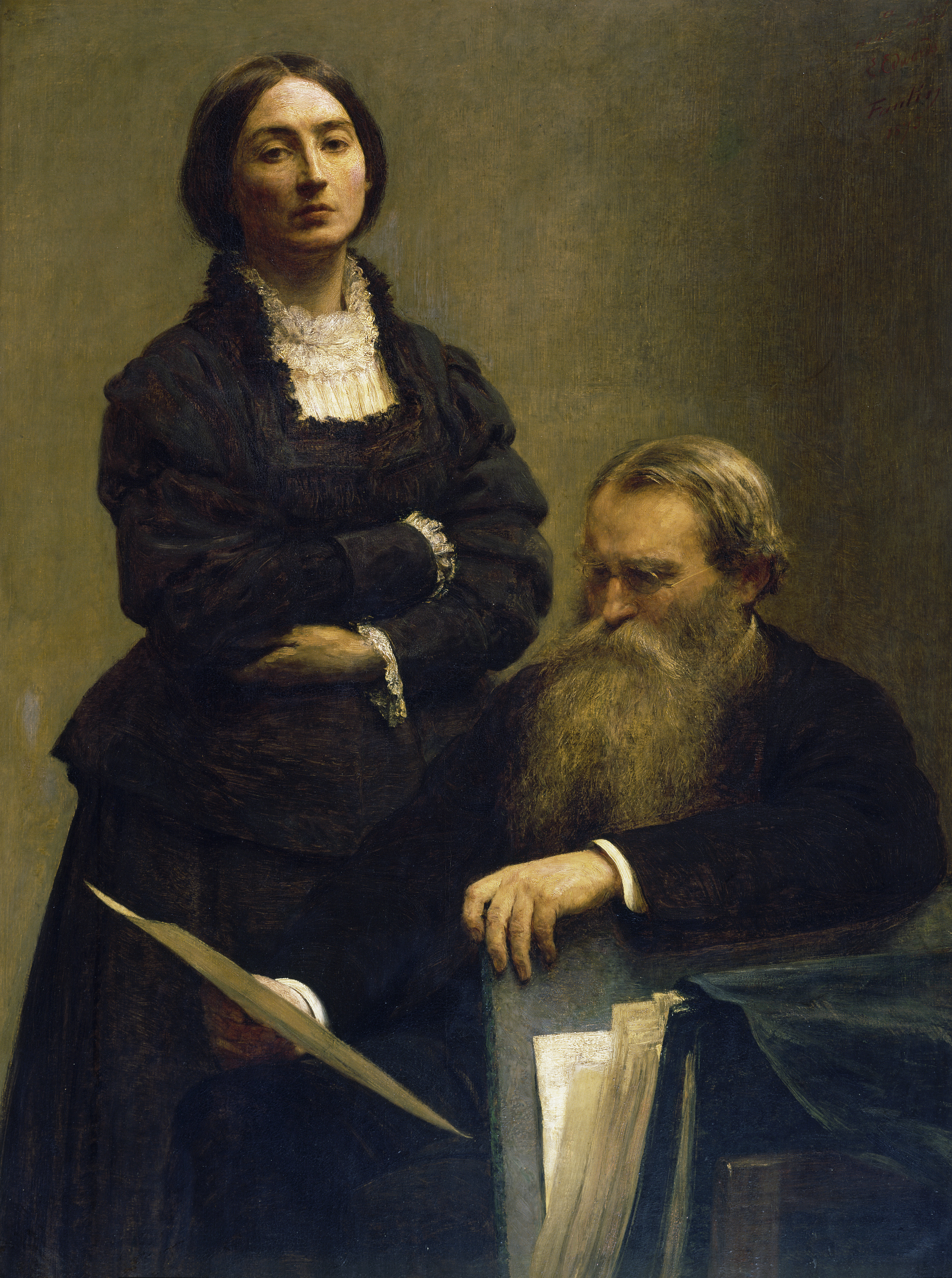
Domnul și doamna Edwards⁠(d) (1875), Galeria Tate⁠(d)
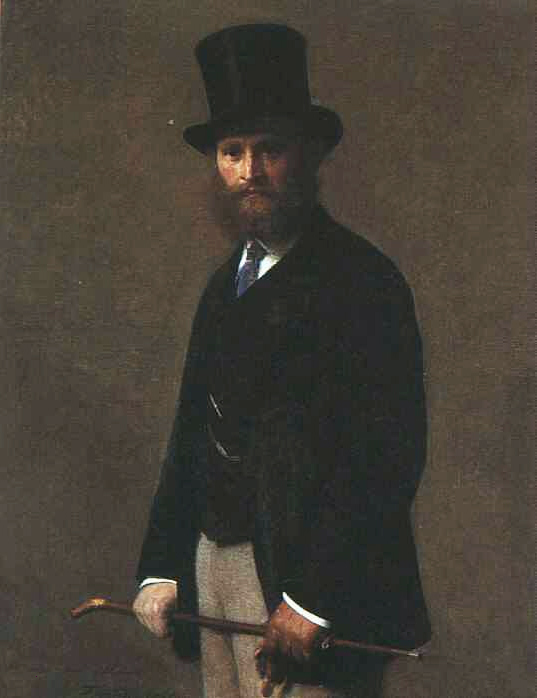
Édouard Manet (1867), Institutul de Artă din Chicago
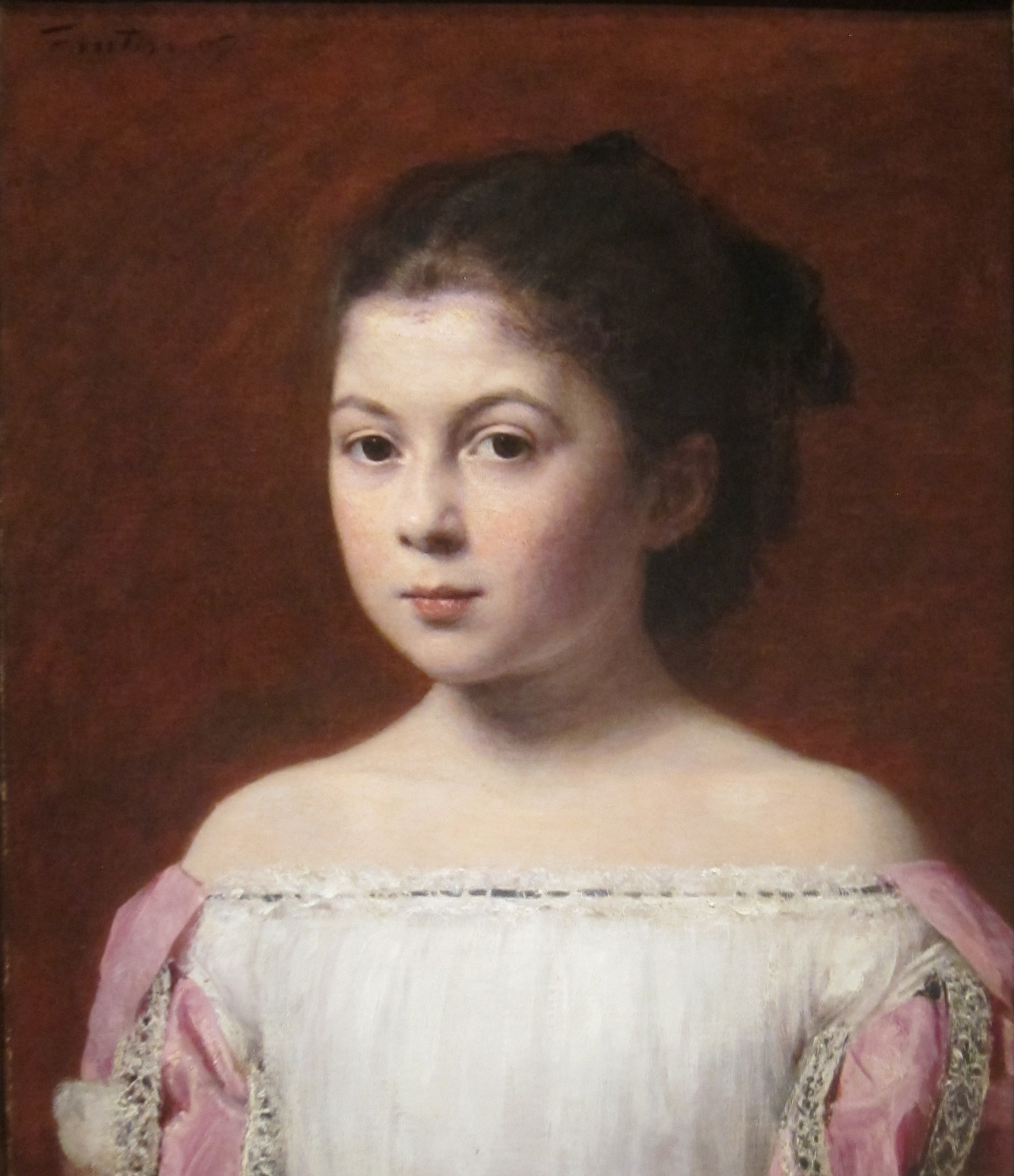
Marie-Yolande de Fitz-James (1867)
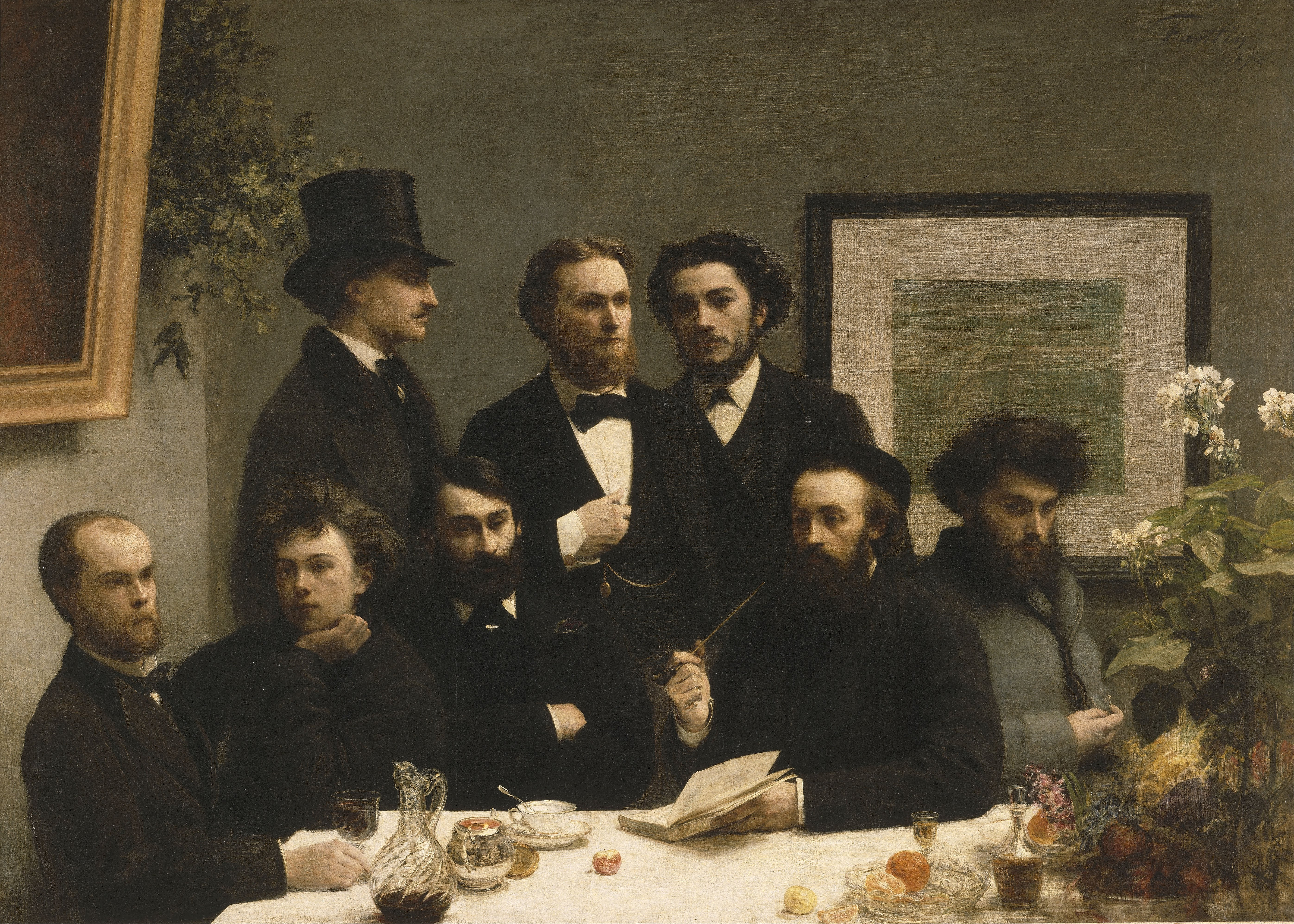
La masă (1872)
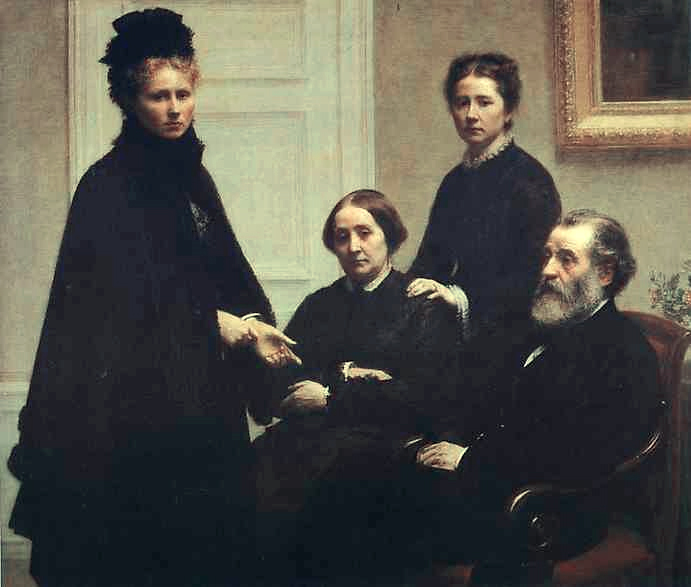
Familia Dubourg (1878), Musée d'Orsay
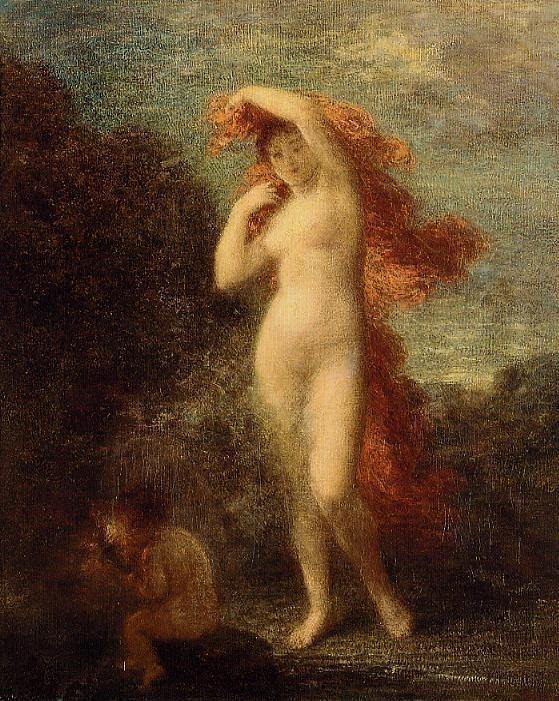
Venus și Cupidon (1867)
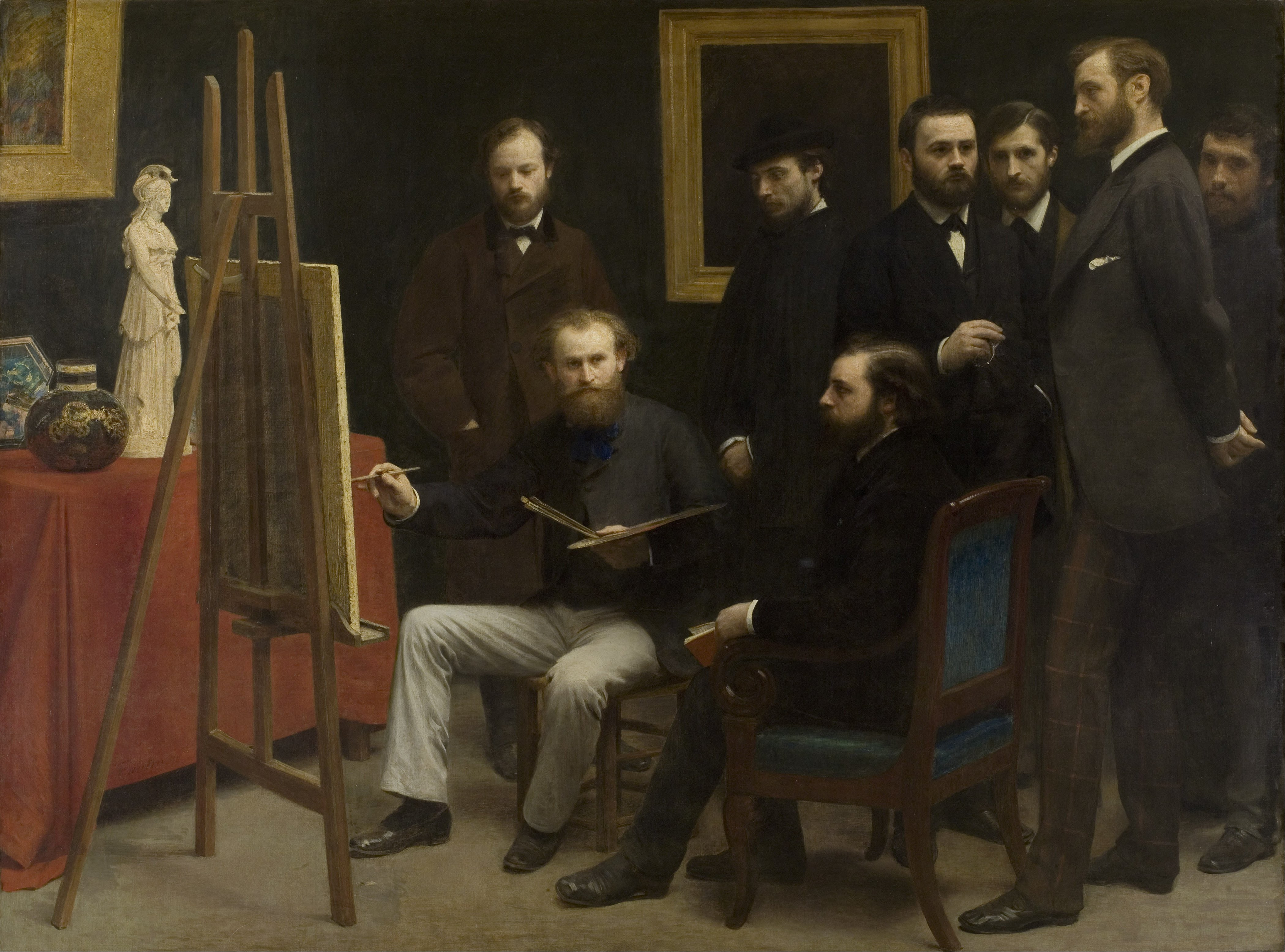
Un studio la Les Batignolles⁠(d) (1870)
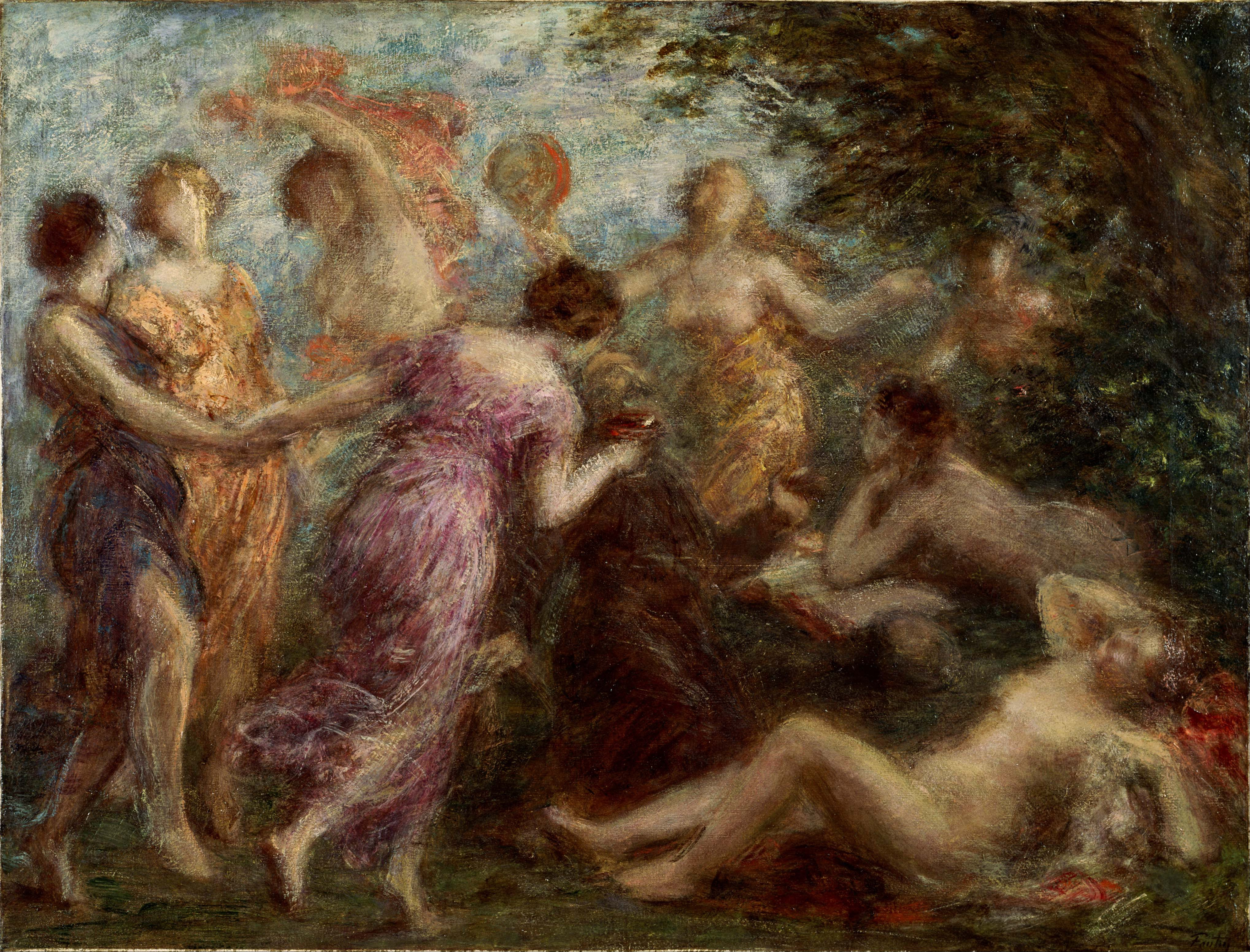
Ispita Sfântului Antonie
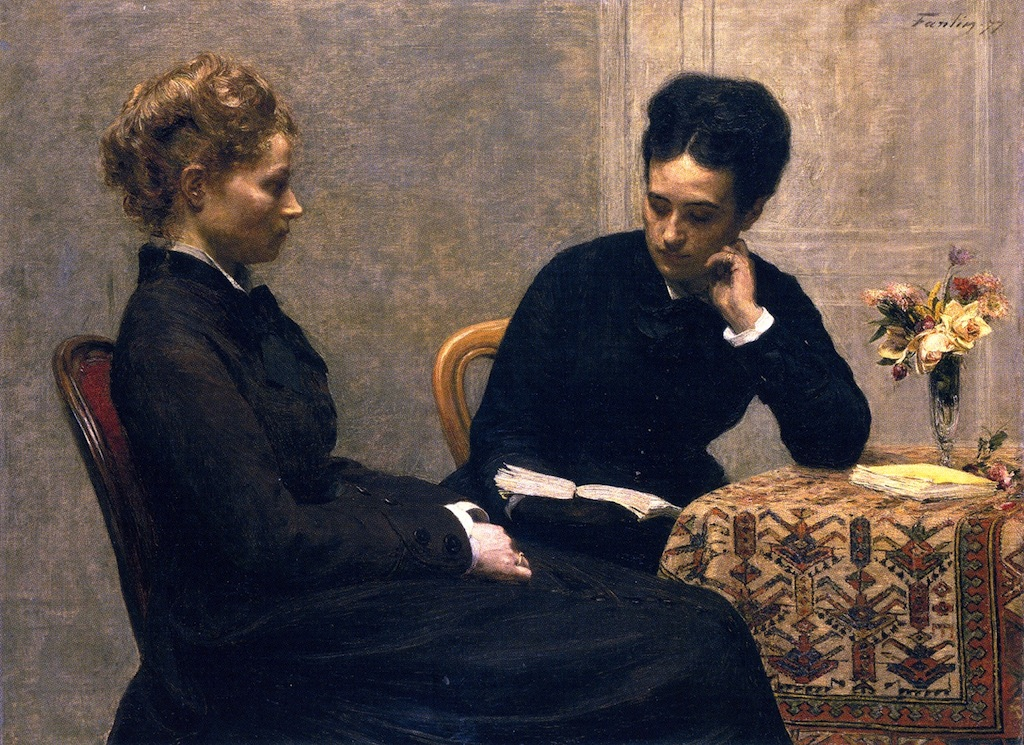
La Lecture⁠(d) (1877), Musée des Beaux-Arts din Lyon
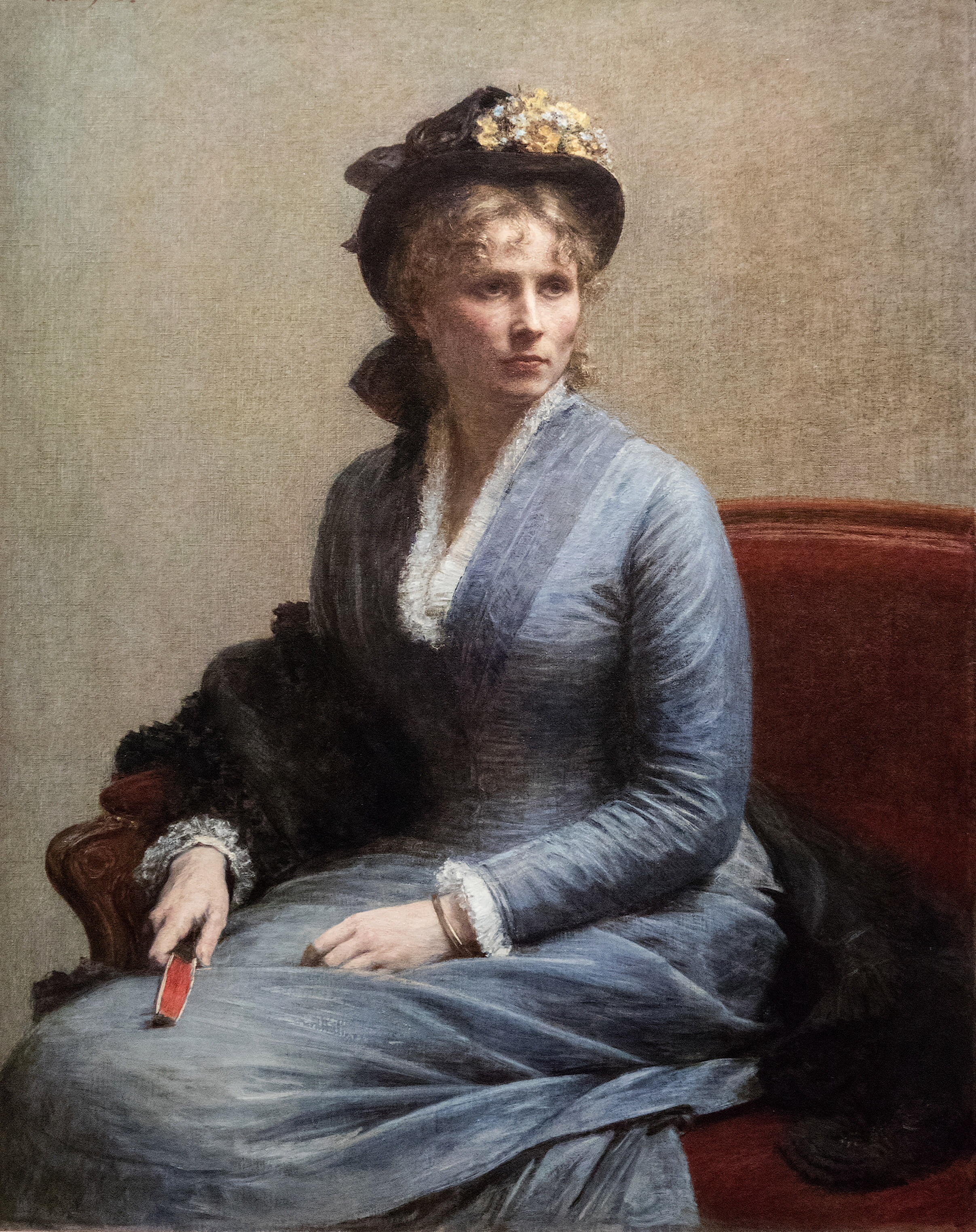
Portretul lui Charlotte Dubourg (1882), Paris, musée d'Orsay
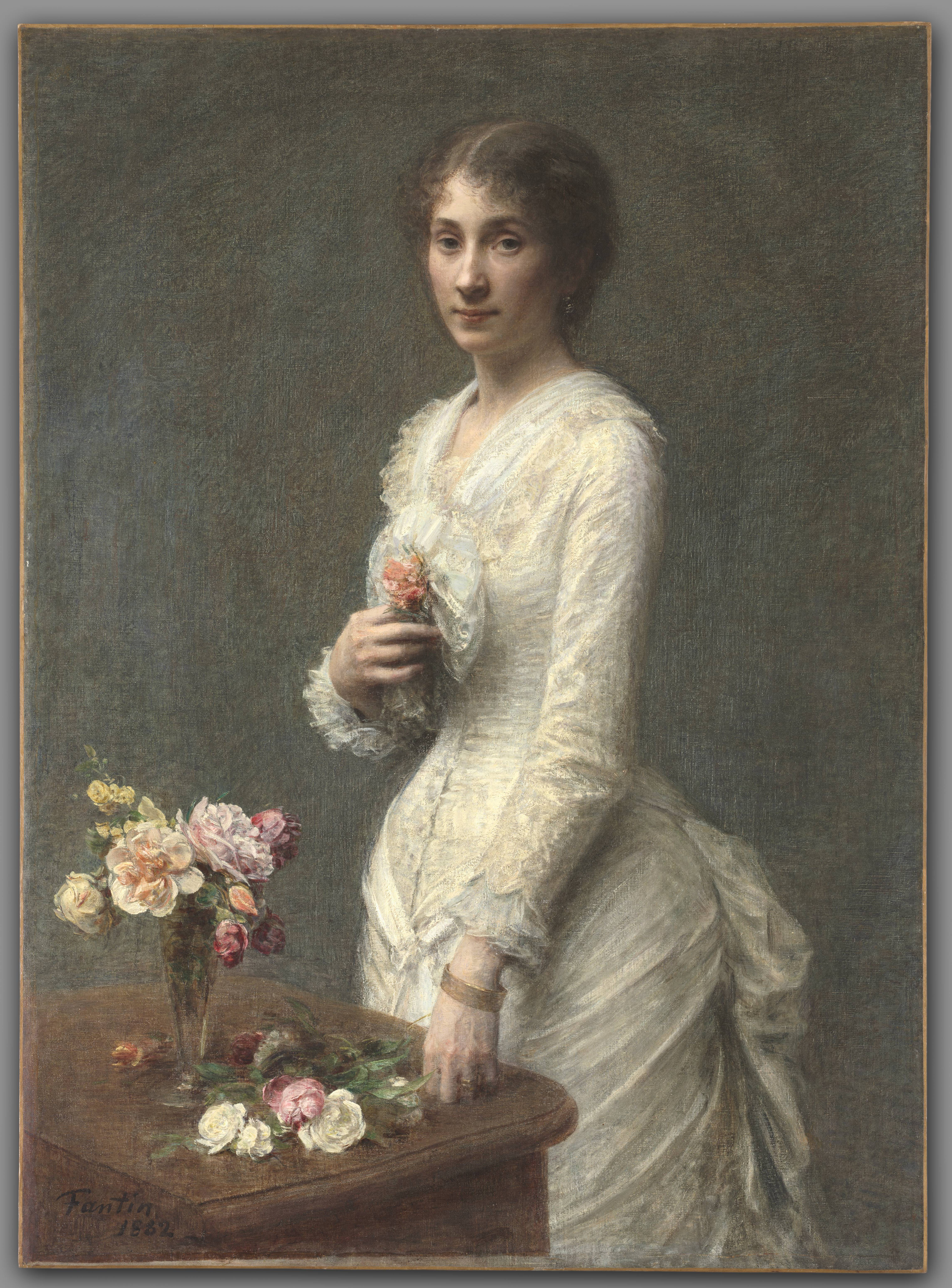
Madame Lerolle (1882)
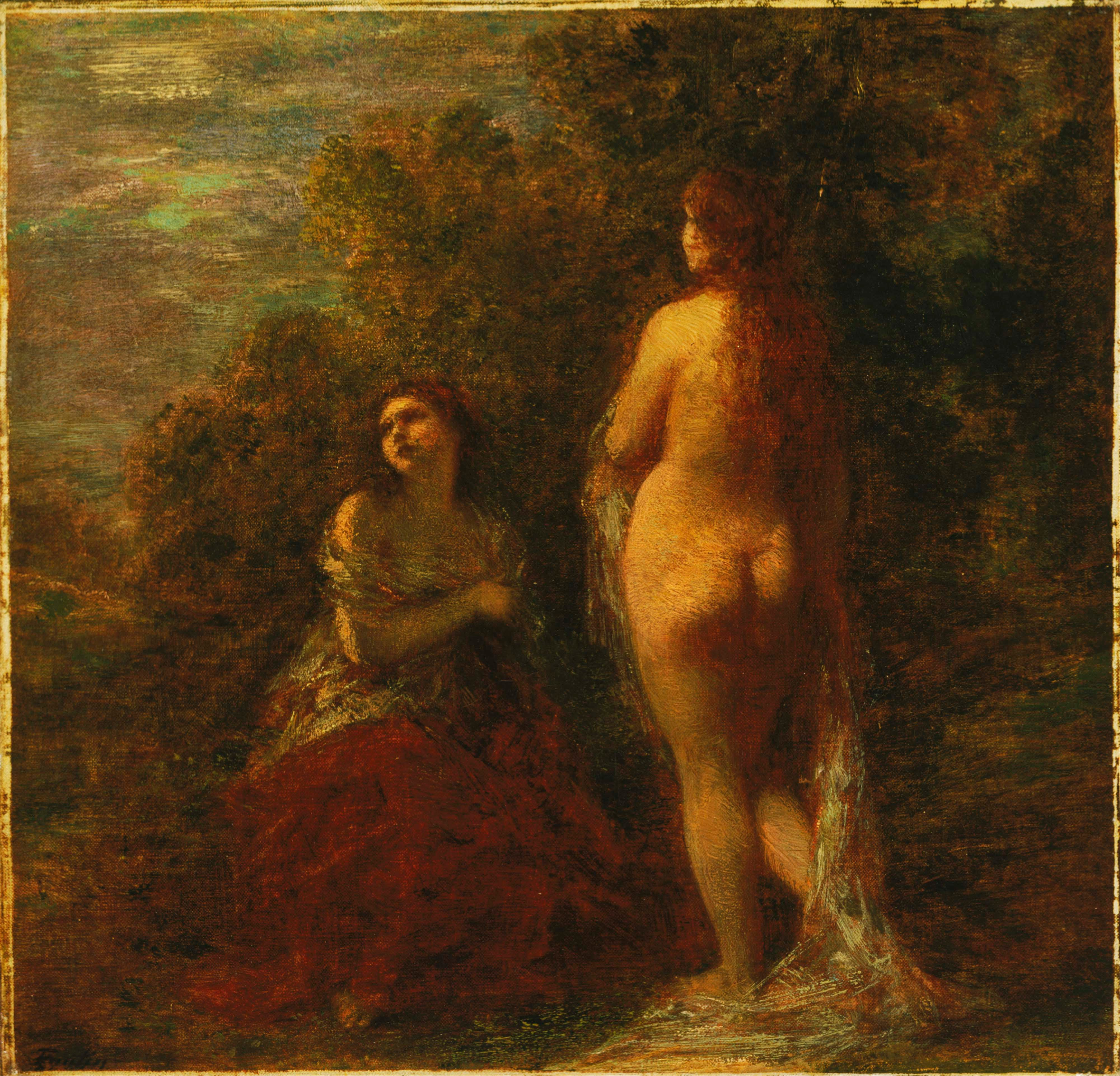
Zorii (cca. 1883)
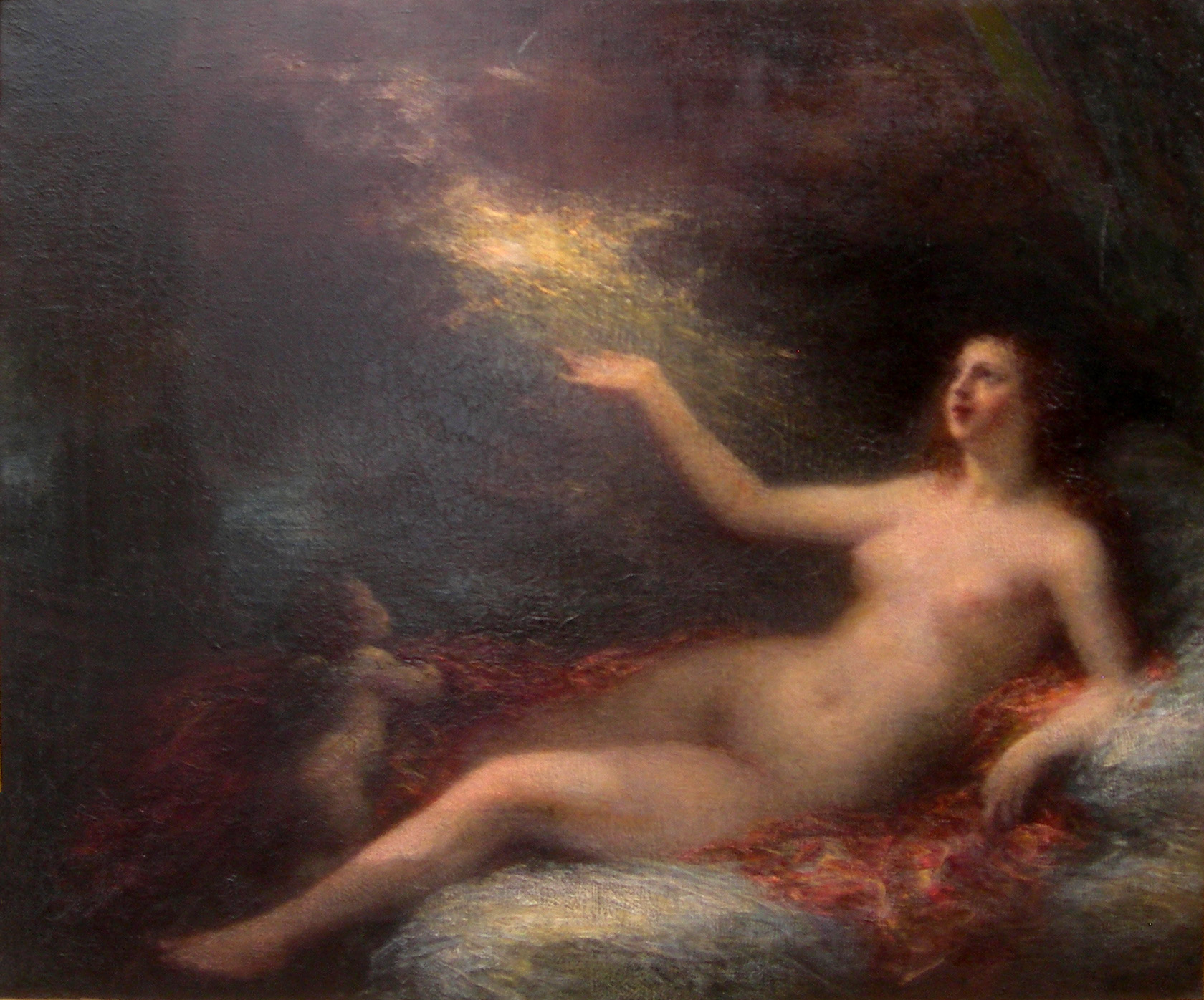
Danae
Sonia (1890), Galeria Națională de Artă
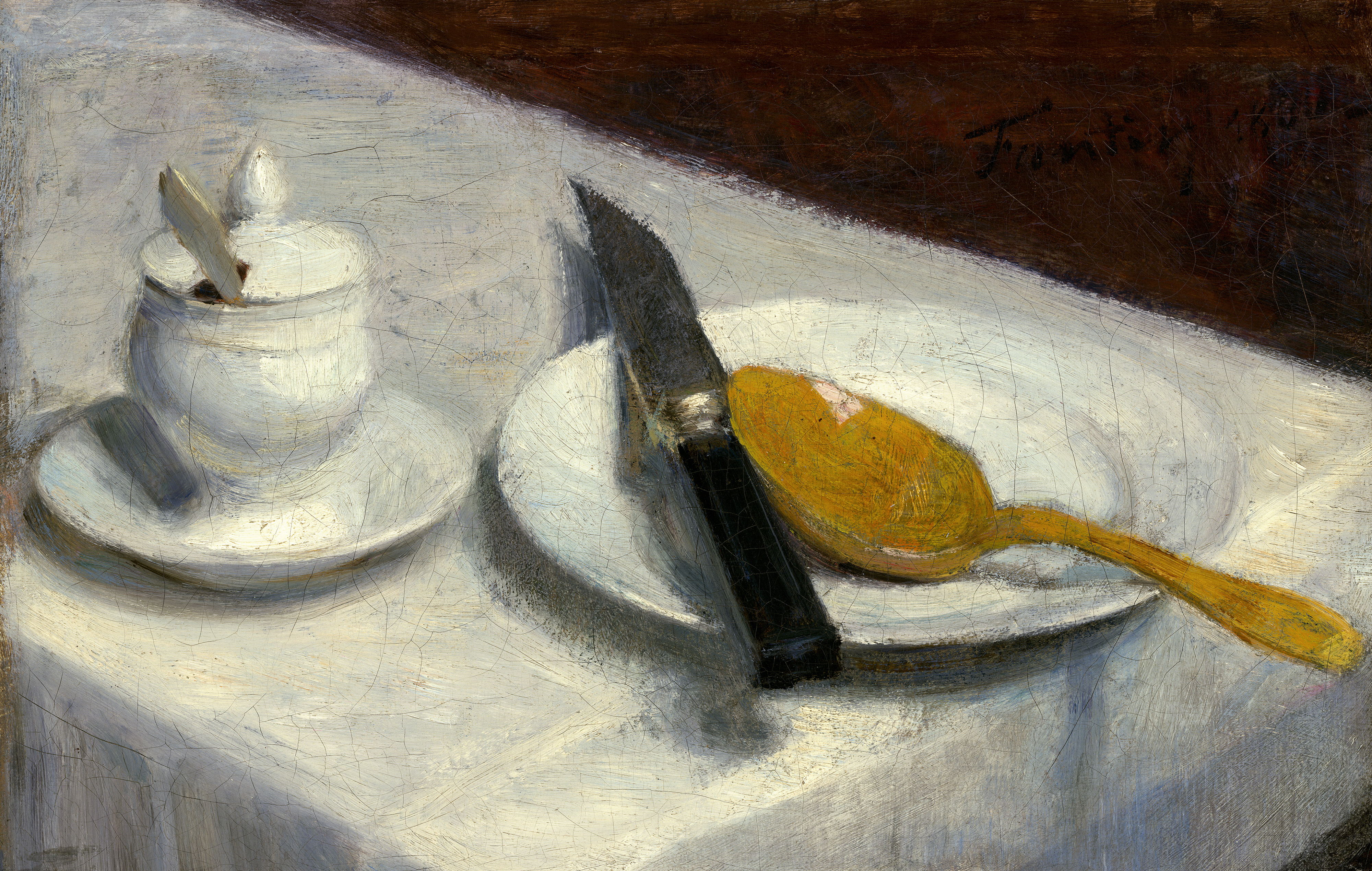
Natura statică cu oală de muștar (1860), Galeria Națională de Artă
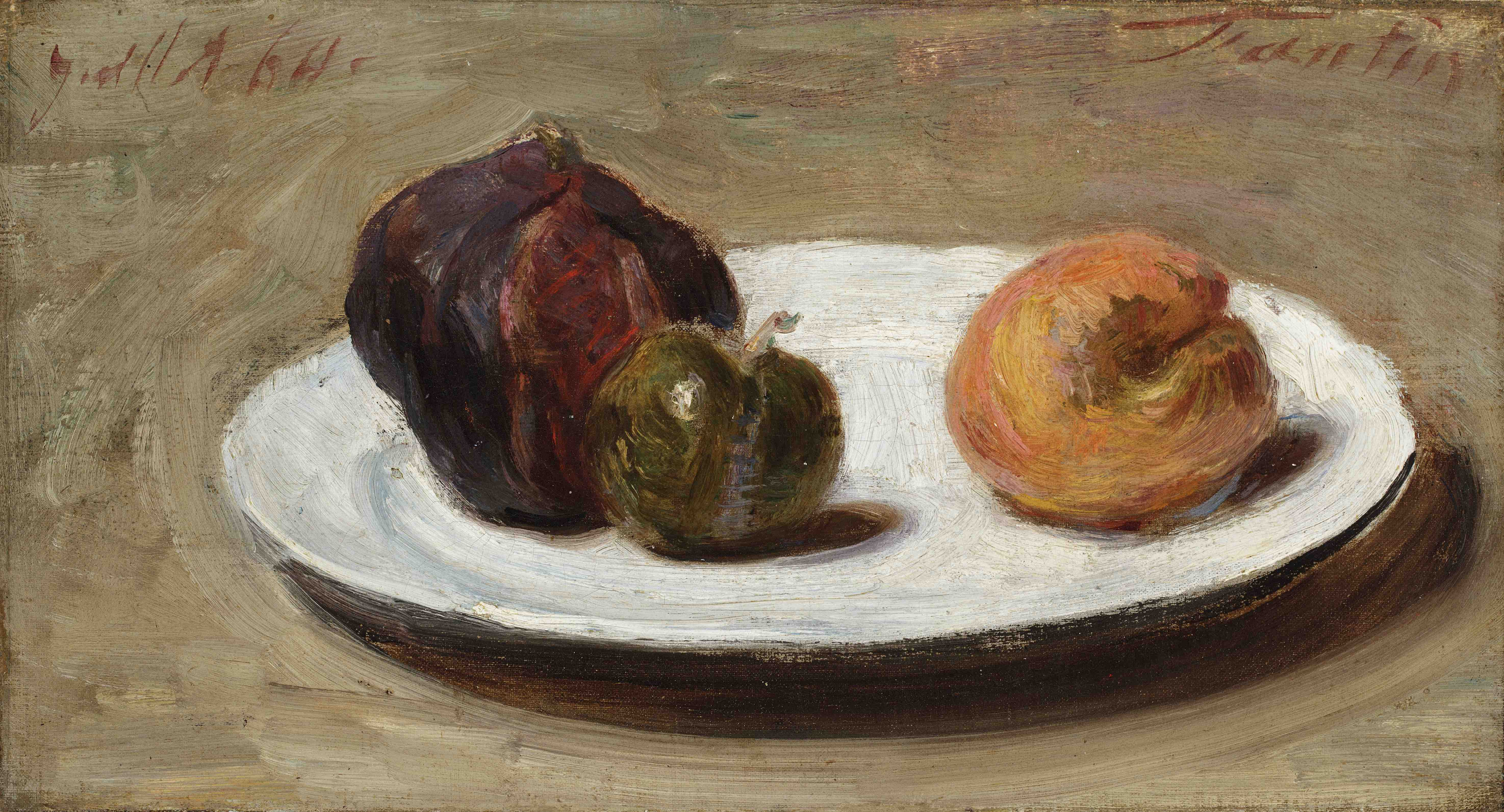
Figues, Reine-Claude et abricot (1864), Muzeul de Artă Clasică Mougins⁠(d)

Self-portraits
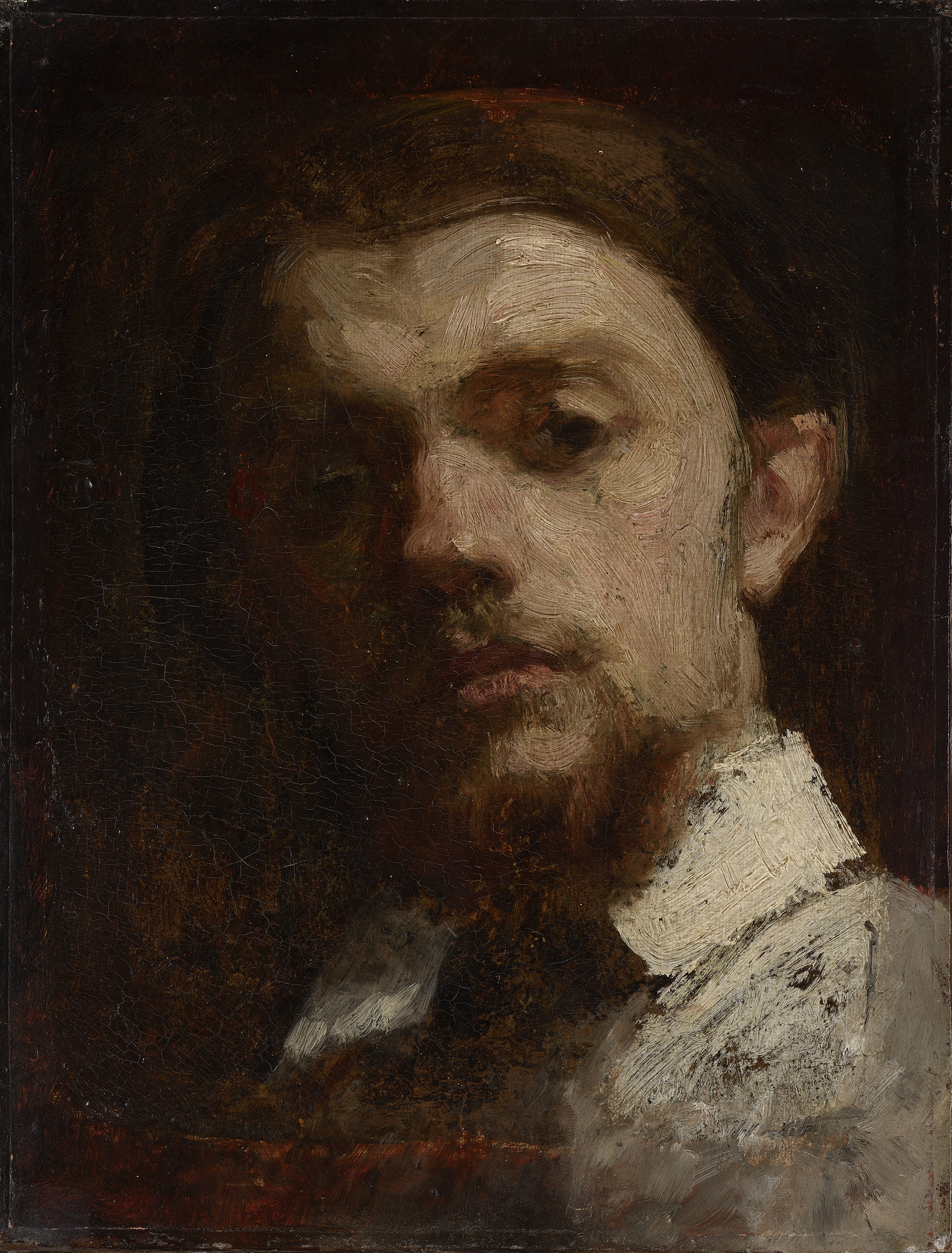
Autoportret (1859)
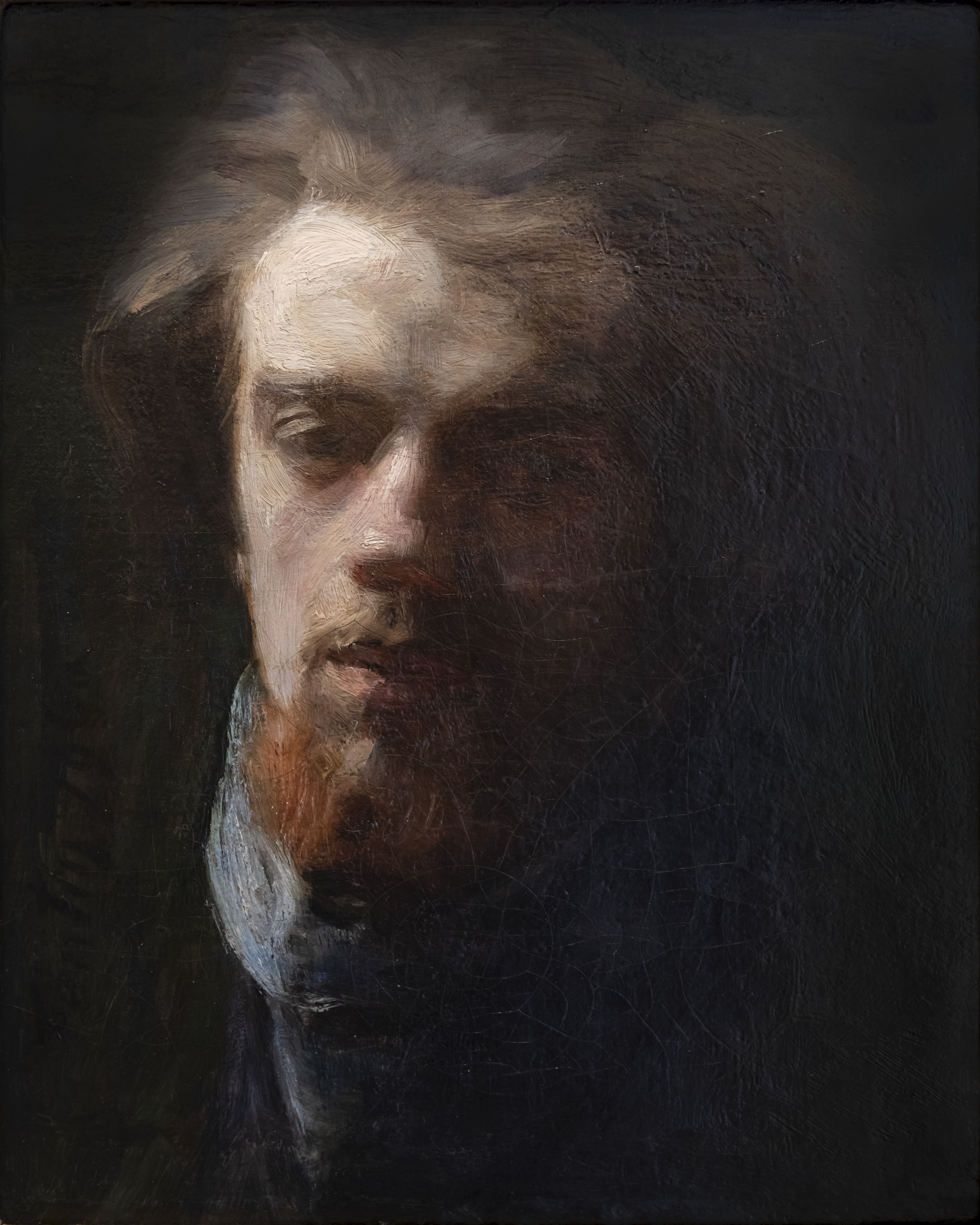
Autoportret (1860)
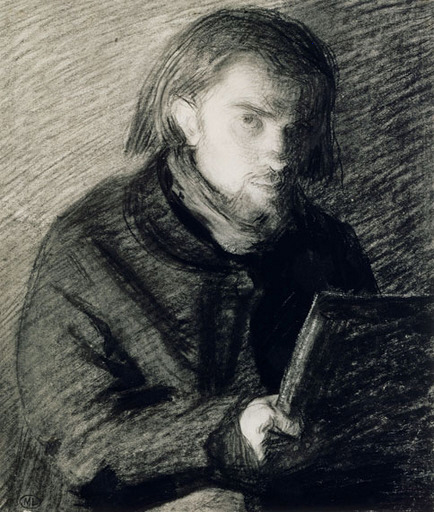
Autoportret, creion, cărbune și albire (1860)
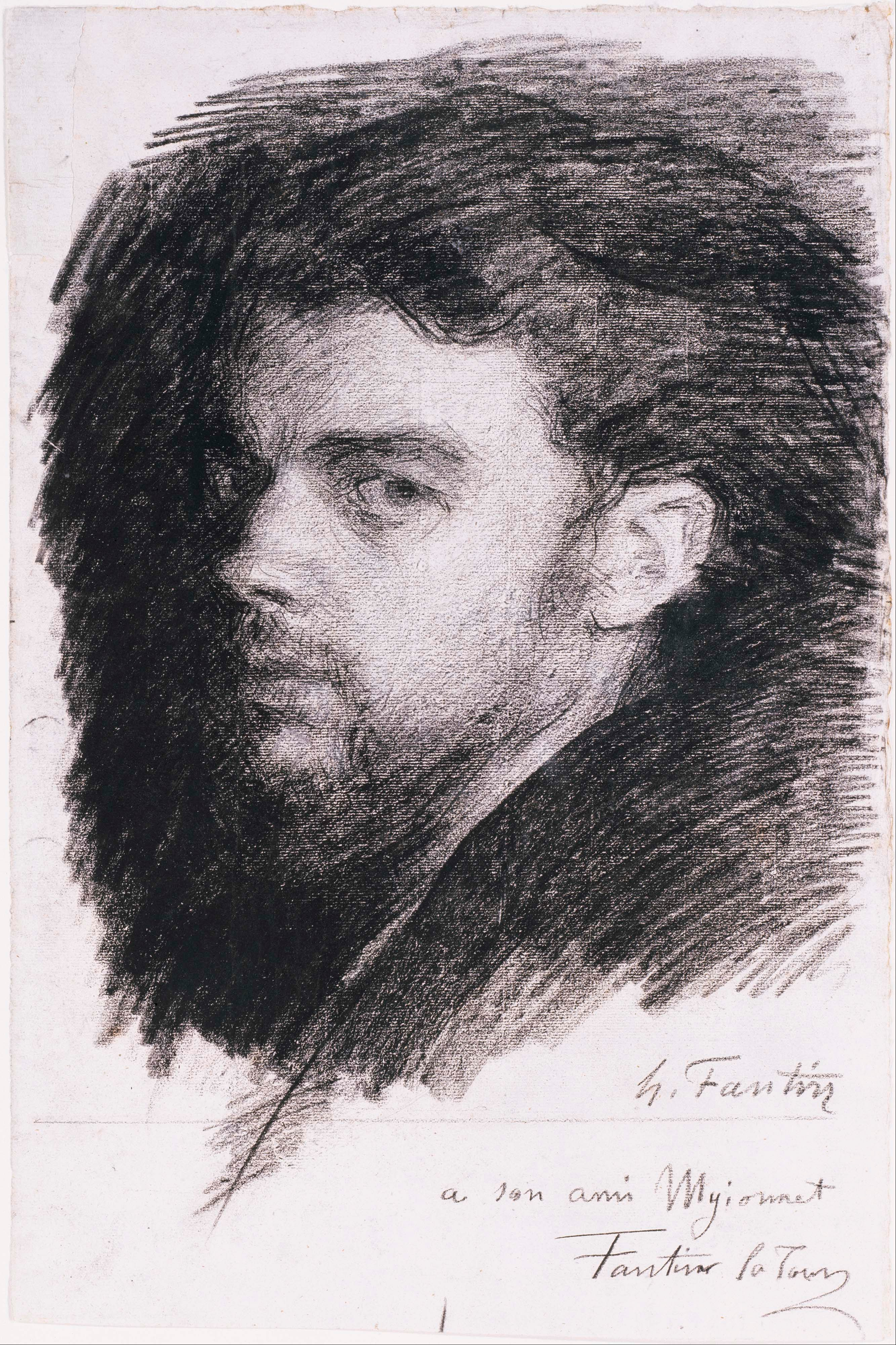
Autoportret (1861)